# 本町 (鴻巣市)
本町（ほんちょう）は、埼玉県鴻巣市の町名。現行行政地名は本町一丁目から八丁目。住居表示実施地区。郵便番号は365-0038。

## 地理
埼玉県の県央地域で、鴻巣市中央部の大宮台地上に位置する。JR東日本鴻巣駅東口一帯にあたる。雷電・本宮町・東・天神・人形・原馬室・富士見町・逆川・栄町と隣接する。

## 歴史
1965年（昭和40年）2月1日 - 住居表示実施により、大字鴻巣、上生出塚、滝馬室の各一部から成立した。大字鴻巣の一部から一・四・七・八丁目が、大字鴻巣・上生出塚の各一部から二・三・六丁目が、大字鴻巣・滝馬室の各一部から五丁目が成立した。
住居表示実施以前は、登記上の「大字・小字」の地名の他に、古いものでは明治時代から使用されている旧町名が存在した。住居表示実施以前は、住所を表記する法律上の規制が無かったため、登記地名ではない旧町名や自治会の名称が、郵便物の住所の表記、各種の名簿に掲載する表記などに使用される事例が多かった。現在は自治会の名称やバス停の名称に残されている。
旧町名のうち「本一町」と「宮本町」は2008年（平成20年）4月1日に、鴻巣駅東口再開発事業により整備された公園「エルミパーク」の街区において、「富永町」と「石橋町」は、2012年（平成24年）4月1日に鴻巣市立鴻巣東小学校の校庭部分において、住居表示の「街区符号」として復活した。これにより「エルミパーク」の住所は「本町一丁目本一町番」と「本町一丁目宮本町番」に、鴻巣東小学校の校庭部分の住所は「本町六丁目富永町番」と「本町六丁目石橋町番」になった。鴻巣東小学校の校舎の住所は変更されず、本町六丁目4番56号である。また旧字名のうち、旧｢鴻巣宿(大字鴻巣）」の字｢鞠子」と、旧「上生出塚村(大字上生出塚）」の字「新屋敷」が、2015年（平成27年）8月24日、住居表示の「街区符号」として復活した。前者「鞠子」は鴻巣市立鴻巣南小学校の敷地の西半部が「本町八丁目鞠子番」に、後者「新屋敷」は市内東四丁目地内の「けやき通り公園」の敷地内のみが「東四丁目新屋敷番」となった。

## 世帯数と人口
2017年（平成29年）10月1日現在の世帯数と人口は以下の通りである。
| 丁目       | 世帯数    | 人口    |
| ---------- | --------- | ------- |
| 本町一丁目 | 222世帯   | 490人   |
| 本町二丁目 | 167世帯   | 407人   |
| 本町三丁目 | 270世帯   | 630人   |
| 本町四丁目 | 284世帯   | 609人   |
| 本町五丁目 | 365世帯   | 829人   |
| 本町六丁目 | 72世帯    | 162人   |
| 本町七丁目 | 318世帯   | 765人   |
| 本町八丁目 | 289世帯   | 638人   |
| 計         | 1,987世帯 | 4,530人 |

## 小・中学校の学区
市立小・中学校に通う場合、学区は以下の通りとなる。
| 丁目       | 番地                                              | 小学校               | 中学校             |
| ---------- | ------------------------------------------------- | -------------------- | ------------------ |
| 本町一丁目 | 全域                                              | 鴻巣市立鴻巣東小学校 | 鴻巣市立鴻巣中学校 |
| 本町二丁目 | 全域                                              | 鴻巣市立鴻巣東小学校 | 鴻巣市立鴻巣中学校 |
| 本町三丁目 | 全域                                              | 鴻巣市立鴻巣東小学校 | 鴻巣市立鴻巣中学校 |
| 本町四丁目 | 全域                                              | 鴻巣市立鴻巣東小学校 | 鴻巣市立鴻巣中学校 |
| 本町五丁目 | 6番39号〜42号 7番11号〜13号 10番                  | 鴻巣市立鴻巣南小学校 | 鴻巣市立鴻巣中学校 |
| 本町五丁目 | その他                                            | 鴻巣市立鴻巣東小学校 | 鴻巣市立鴻巣中学校 |
| 本町六丁目 | 全域                                              | 鴻巣市立鴻巣東小学校 | 鴻巣市立鴻巣中学校 |
| 本町七丁目 | 1番4号〜5号 1番28号 5番1号〜2号 6番〜8番 10〜11番 | 鴻巣市立鴻巣東小学校 | 鴻巣市立鴻巣中学校 |
| 本町七丁目 | その他                                            | 鴻巣市立鴻巣南小学校 | 鴻巣市立鴻巣中学校 |
| 本町八丁目 | 全域                                              | 鴻巣市立鴻巣南小学校 | 鴻巣市立鴻巣中学校 |

## 交通

### 鉄道
JR東日本高崎線
- 鴻巣駅

### 道路
- 埼玉県道164号鴻巣桶川さいたま線
- 埼玉県道38号加須鴻巣線
- 埼玉県道27号東松山鴻巣線
- 埼玉県道57号さいたま鴻巣線
- 埼玉県道136号鴻巣停車場線

## 施設
一丁目
- 鴻神社
- 鴻巣中央図書館
- エルミこうのす

二丁目
- 法要寺
- 川口信用金庫鴻巣支店

三丁目
- 中央公民館
- 勤労青少年ホーム
- 中央児童公園

四丁目
- 本町郵便局
- りそな銀行鴻巣支店
- 仲町会館

五丁目
- 石橋会館

六丁目
- 鴻巣市立鴻巣東小学校
- 鴻巣幼稚園
- 埼玉縣信用金庫鴻巣支店

七丁目
- 金刀比羅神社
- 武蔵野銀行
- 本町コミュニティセンター

八丁目
- 勝願寺
- 鴻巣公園
- 鴻巣市立鴻巣南小学校
- 日枝神社